# Sonia Álvarez Leguizamón
Sonia Álvarez Leguizamón (16 tháng 1 năm 1954, Salta) là một nhà xã hội học và nhân chủng học người Argentina. Bà có bằng cử nhân về công tác xã hội từ Đại học Công giáo Salta, và bằng Thạc sĩ Xã hội học Phát triển của Đại học Quốc gia Cordoba. Bà kiếm được bằng tiến sĩ tại Đại học Seville về Nhân chủng học Xã hội và Văn hóa. Alvarez Leguizamón là Trưởng khoa Khoa học Xã hội Đại học Salta, và là Giám đốc chương trình Thạc sĩ về Chính sách Xã hội. Alvarez Leguizamón cũng đã làm việc rộng rãi với Chương trình Nghiên cứu So sánh về Nghèo đói (CROP) trong 15 năm qua về các vấn đề liên quan đến tổ chức của họ và cho El Consejo Latinoamericano de Ciencias Sociales (CLASCO). Cùng với việc viết nghiên cứu của riêng mình, Alvarez Leguizamón cũng đã từng là biên tập viên cho ấn bản thứ hai của Thuật ngữ đói nghèo của CROP.

## Tiểu sử
Alvarez Leguizamón được biết đến với công việc của mình về nghèo đói. Bà chuyên về các vấn đề nhân chủng học đô thị ở cấp khu vực, làm việc trong các hoạt động học thuật và khoa học, như một giáo sư tại Khoa Nhân văn tại Đại học Quốc gia Salta, nơi bà cũng từng là Giám đốc Chương trình Thạc sĩ Chính sách Xã hội.
Nghiên cứu của bà bao gồm các chủ đề về chính sách và lịch sử xã hội của Argentina; lịch sử của quá trình sản xuất nghèo đói và phát triển ở châu Mỹ Latinh; cũng như phân tích phát triển con người trong cuộc tranh luận về độc quyền sinh học như là một phần của việc xây dựng chính phủ và sản xuất bất bình đẳng và nghèo đói. Bà đã từng là nhà nghiên cứu chính trong các dự án khác nhau như CIUNSa, CONICET, AECI và UNESCO.

## Tác phẩm
Trong số các ấn phẩm của bà là:
- Trabajo y producción de la pobreza en Latinoamérica y el Caribe: estructuras, discursos y actores (2005)
- Pobreza y desarrollo en América Latina. El caso de Argentina (2008)[3]
  - Cuốn sách này tập trung vào đói nghèo như một vấn đề được xây dựng về mặt xã hội và phân tích vấn đề này đối với Mỹ Latinh. Nó bao gồm các đánh giá về chính sách xã hội, tập trung vào vệ sinh và phát triển, được thực hiện trong nửa sau của thế kỷ 20 nhằm hỗ trợ người nghèo.
[4]
- La producción de la pobreza masiva y su persistencia en el pensamiento social latinoamericano en Cimadamore y Cattani (CLACSO Co ediciones, Siglo del Hombre Editores)
- La transformación de las instituciones de reciprocidad y control, del don al capital social y de la "biopolítica" a la "focopolítica” (2002)
- Focopolitica y gubernamentalidad neoliberal, las políticas sociales en Bertololotto y Lastra “Políticas públicas y pobreza en el escenario post 2002” (2008)
- Neoliberal and Neo-Colonial Governmentality, social policies and Strategies against poverty (from the North,), alternatives from the South (The case of South America and the Caribbean) en prensa en Puyana & Samwel “Strategies Against Poverty: Designs from the North and Alternatives from the South”
- Biopolíticas neoliberales y focopolítica en América Latina, los programas de transferencia condicionadas en prensa en Barba
- Inequality and social policies: between OECD view and Neo colonialism and coloniality of the present
- Representations of poverty in the hegemonic press in Argentina: Clarín, La Nación and La Voz del Interior
- The 'fight against poverty' and Human Development discourse in the context of International Cooperation for " development